# Богодарівка (Новооржицька селищна громада)
Богода́рівка — село в Україні, у Новооржицькій громаді Лубенського району Полтавської області. Населення становить 294 осіб. Колишній орган місцевого самоврядування — Остапівська сільська рада.

## Географія
Село Богодарівка розташоване на берегах річки В'язівець, вище за течією на відстані 1,5 км розташоване село Остапівка, нижче за течією на відстані 2 км- село Макарівщина. На відстані 0,5 км розташоване село Степурі. Поруч проходять автомобільна дорога М03 та залізниця, станція Вили за 3 км.

## Історія
- 12 червня 2020 року, відповідно до розпорядження Кабінету Міністрів України № 721-р «Про визначення адміністративних центрів та затвердження територій територіальних громад Полтавської області», село увійшло до складу Новооржицької селищної громади[1].
- 19 липня 2020 року, в результаті адміністративно - територіальної реформи та ліквідації  Оржицького району, село увійшло до складу новоутвореного Лубенського району[2].

## Об'єкти соціальної сфери
- Клуб.

## Населення
Згідно з переписом УРСР 1989 року чисельність наявного населення села становила 320 осіб, з яких 138 чоловіків та 182 жінки.
За переписом населення України 2001 року в селі мешкали 294 особи.

### Мова
Розподіл населення за рідною мовою за даними перепису 2001 року:
| Мова       | Відсоток |
| ---------- | -------- |
| українська | 95,24 %  |
| російська  | 2,72 %   |
| білоруська | 1,02 %   |
| молдовська | 0,34 %   |
| інші       | 0,68 %   |

## Відомі люди
- Улітко Андрій Феофанович (1934—2015) — доктор фізико-математичних наук, член-кореспондент НАН України.